# Solenostomus halimeda

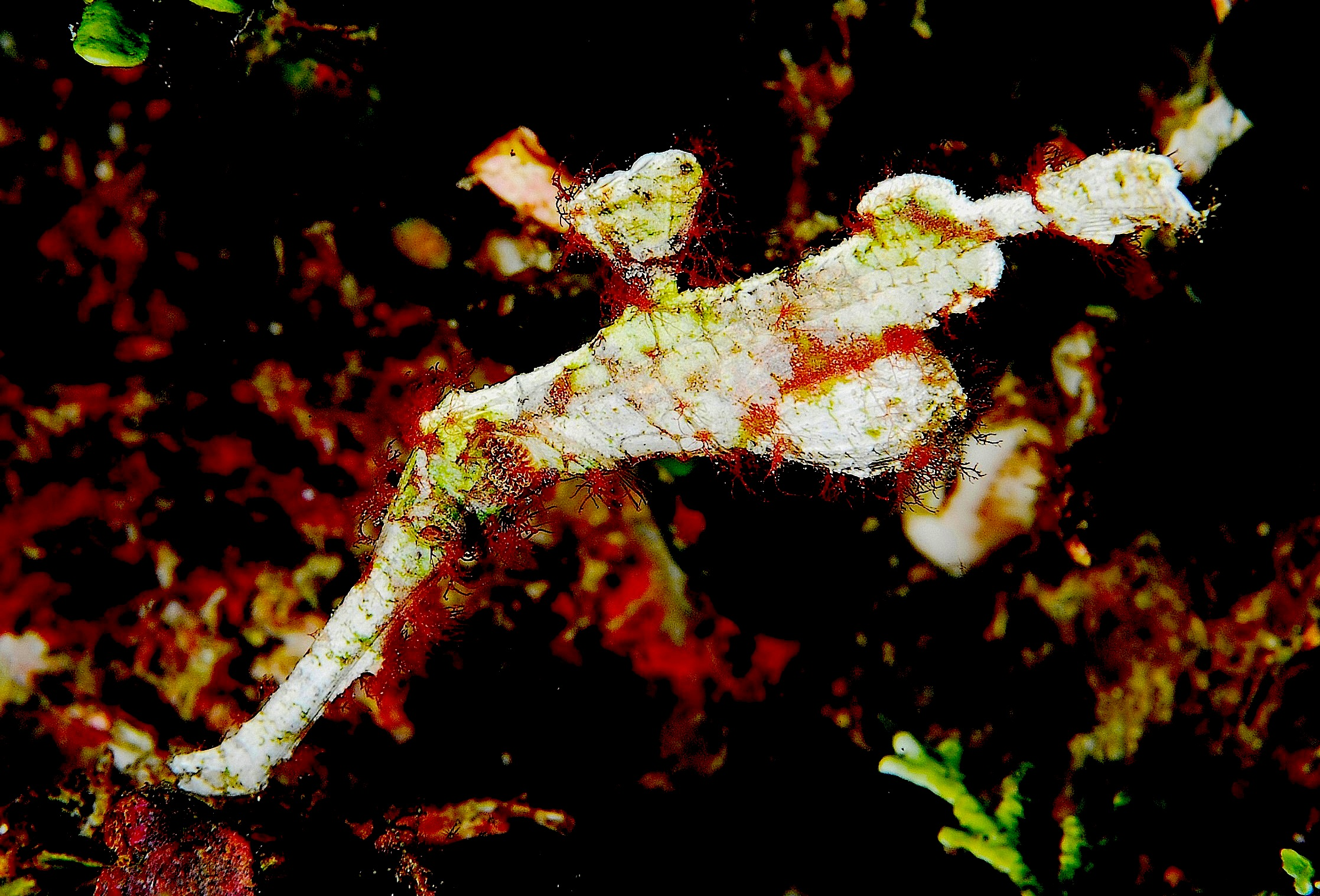
Ejemplar en Taipéi, China

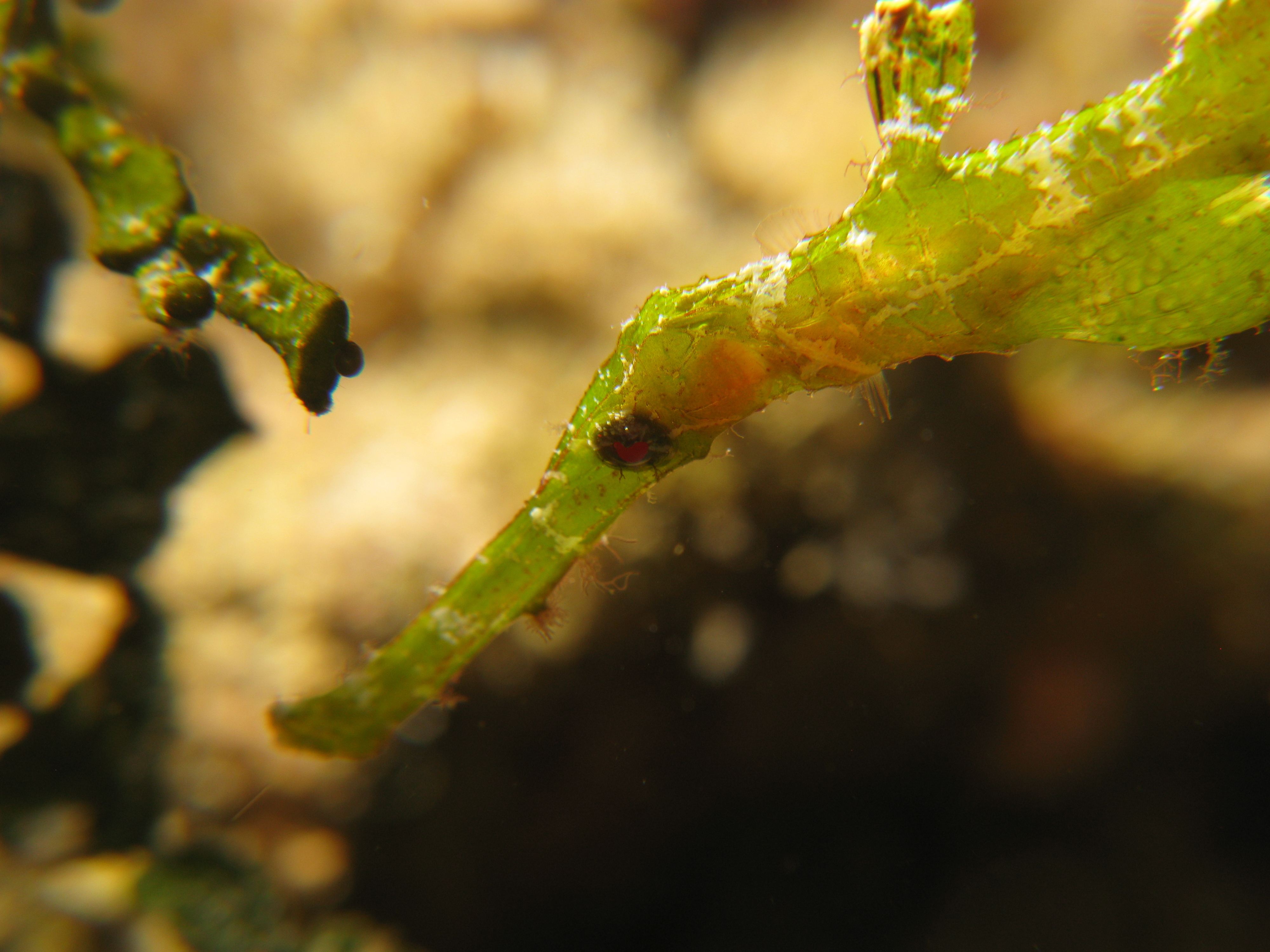
Ejemplar en Sulawesi, Indonesia

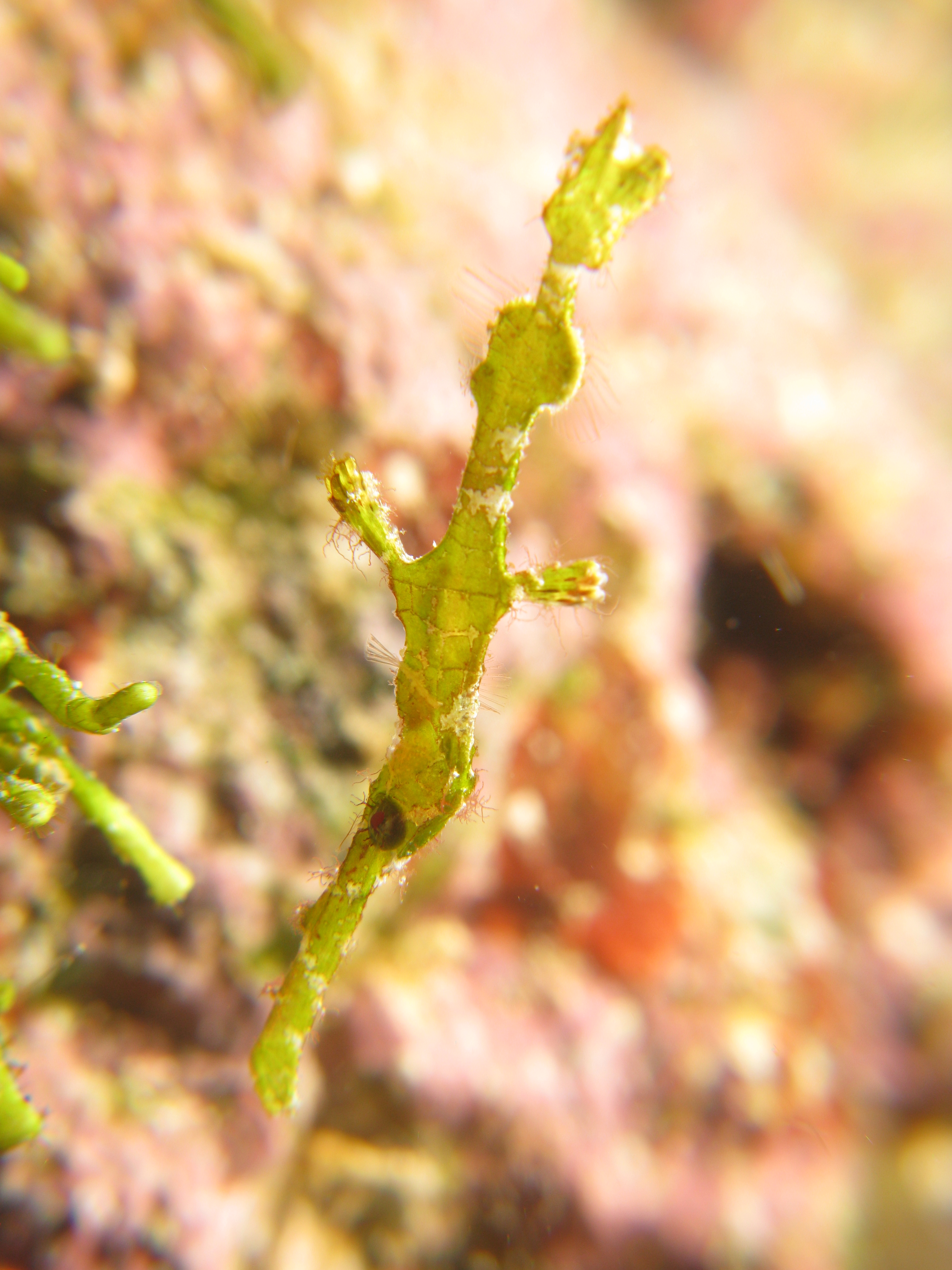
En su posición más habitual

Solenostomus halimeda es una especie de pez singnatiforme de la familia Solenostomidae.
Se denomina comúnmente pez pipa fantasma Halimeda. El nombre de la especie se debe a su gran parecido en formas y color al género de macroalgas Halimeda. Están emparentados con los caballitos de mar y los peces pipa.
Tiene la capacidad de adaptar su coloración al entorno, como estrategia de camuflaje, lo que unido a su forma de nadar, dejándose llevar por la corriente, flotando verticales al fondo, suponen adaptaciones de una cripsis que lo hace pasar inadvertido para sus predadores. 

## Morfología
Tienen la boca en forma de tubo, de complexión robusta relativamente, y la cabeza en horizontal con el cuerpo, que es relativamente corto y comprimido. La región de la cabeza, incluido el hocico, representa la mitad del tamaño total del animal, lo que lo diferencia del resto de especies del género, en las que esta proporción se reduce al tercio del tamaño total. También se diferencia en el menor tamaño de sus aletas, y en que, ni machos, ni hembras, presentan espinas pre-maxilares. La aleta caudal es truncada o ligeramente redondeada.
• Tienen 5 espinas y entre 16-18 radios blandos dorsales, sin espinas anales y entre 17-19 radios blandos anales, y 32 vértebras.
• Las hembras tienen una bolsa incubadora entre sus grandes aletas ventrales. 
• La hembra localizada de mayor tamaño alcanza 50,1 mm de longitud total, lo que la convierte en la especie más pequeña del género. Los machos son notablemente más pequeños, entre un 30 y un 40%.
• Su coloración es variable, aunque la misma recubre la totalidad del animal, del hocico a la aleta caudal. Preferentemente son de un verde claro, amarillo o blanco, y están salpicados de manchas oscuras y/o puntos más claros.

## Reproducción
Son ovovivíparos. La hembra transporta los huevos en una bolsa incubadora entre sus aletas ventrales, que están modificadas para esta función. Cuando eclosionan, surgen individuos perfectamente formados, transparentes, que permanecen bastante tiempo en estado pelágico, hasta que casi alcanzan el tamaño adulto, lo que contribuye a su dispersión. 

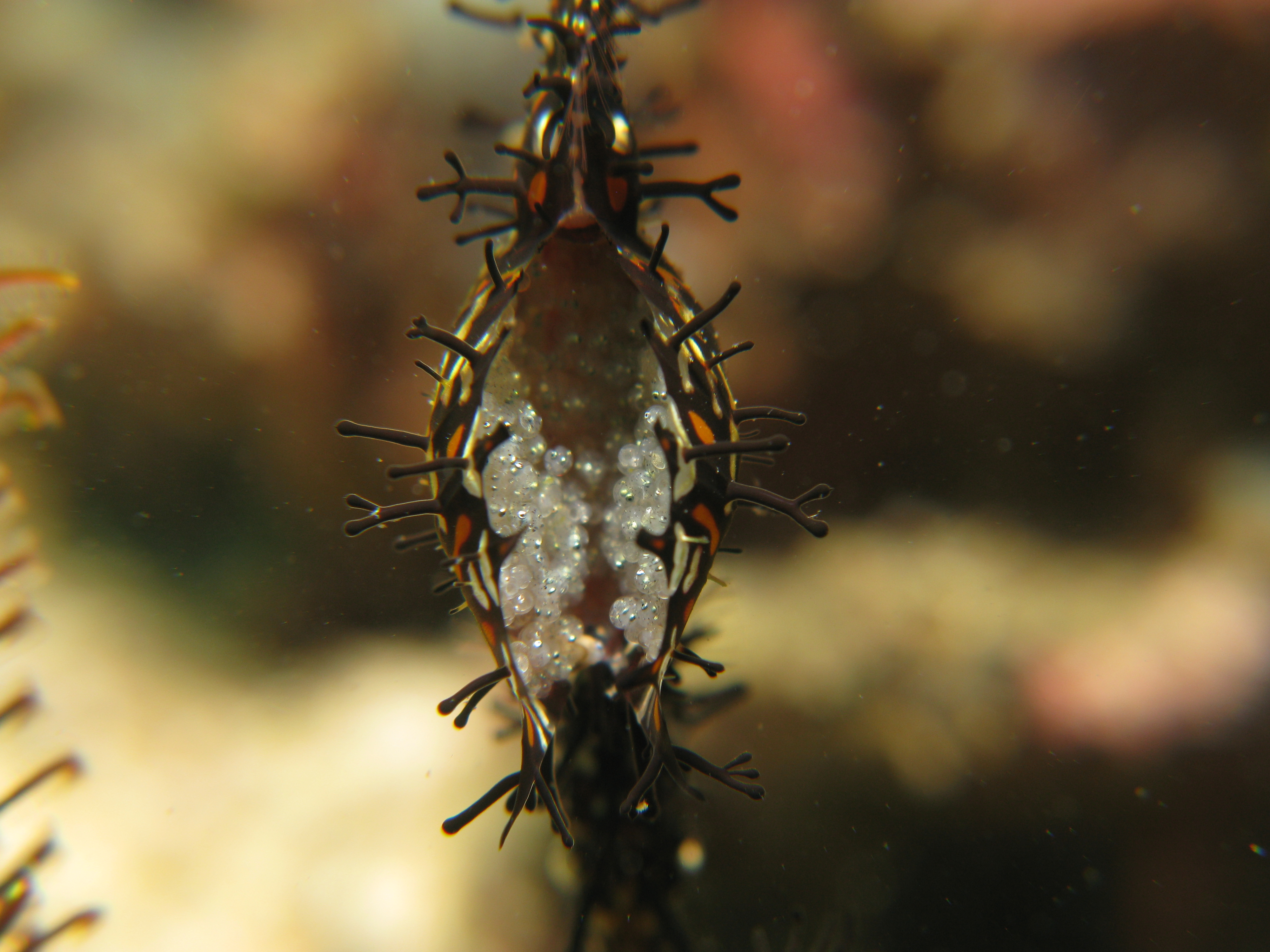
Bolsa incubadora entre las aletas ventrales de una hembra S. paradoxus
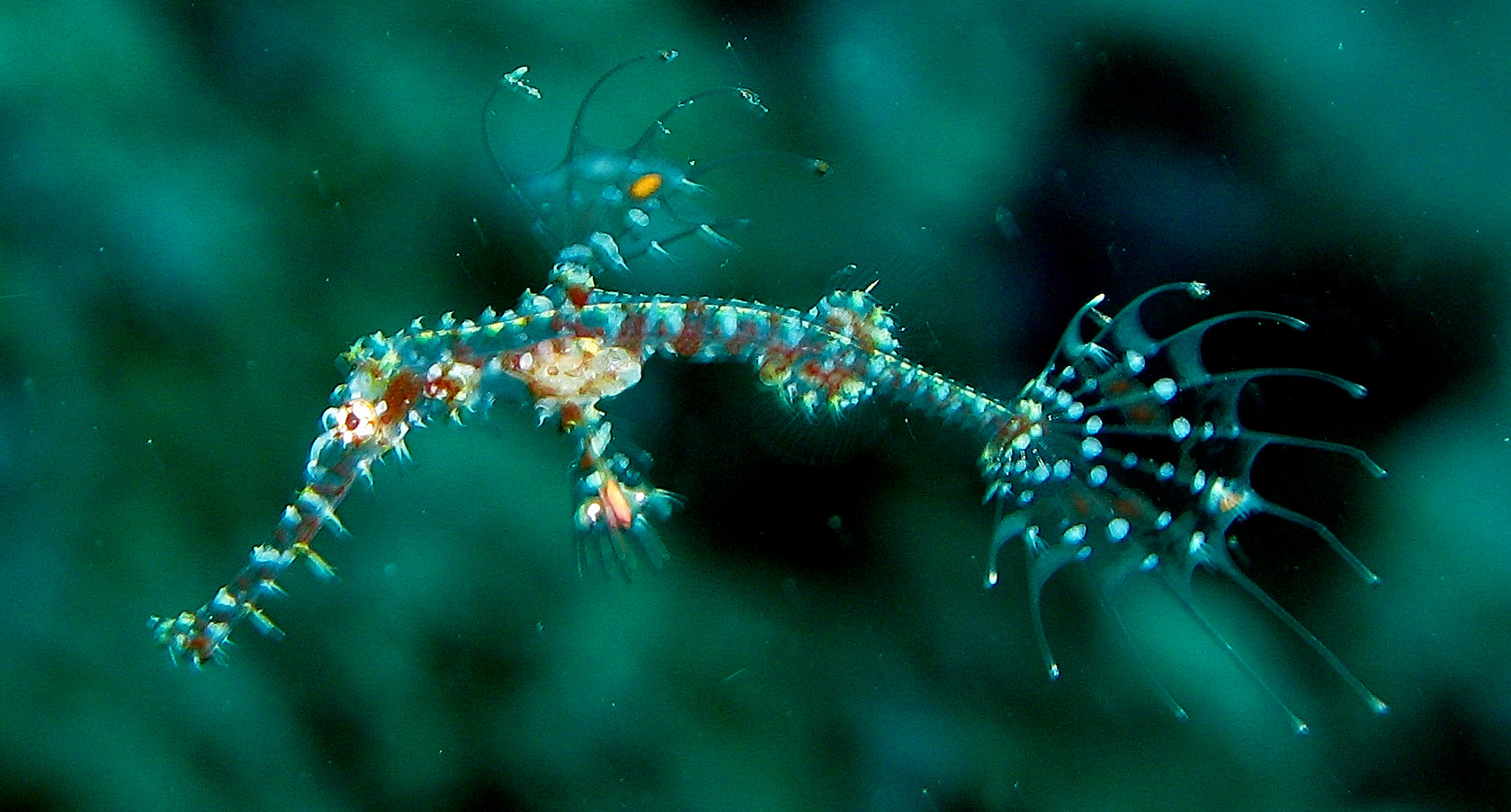
Ejemplar post-pelágico de S. paradoxus
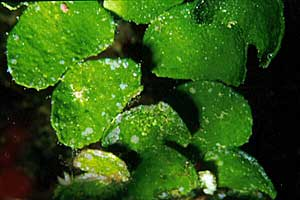
Hojas del alga calcárea Halimeda tuna

## Hábitat y comportamiento
Es una especie de clima tropical, y asociada a los arrecifes de coral, praderas de algas y fondos blandos , en aguas interiores protegidas. Es una especie béntica.
Los adultos suelen ir solos o, más frecuentemente, en parejas, entre algas coralinas y del género Halimeda, a las que se parece enormemente.
Su rango de profundidad se extiende desde los 0 hasta los 23 metros.

## Distribución geográfica
Se encuentran en aguas tropicales del Indo-Pacífico, desde Maldivas hasta las islas Marshall.
Está presente en Australia, Indonesia, Maldivas, islas Marshall, Micronesia y Papúa Nueva Guinea.